# Overpelt
Overpelt este o comună din regiunea Flandra din Belgia. Suprafața totală a comunei este de 40,85 km². La 1 ianuarie 2008 comuna avea o populație totală de 13.719 locuitori. 